# 제24회 부산국제단편영화제
제24회 부산국제단편영화제는 2007년 5월 16일에 열린 시상식이다.

## 수상 및 후보

### 최우수작품상(국제경쟁)
- 그레이스랜드 - 아노차 수위차콘퐁 수상

### 우수작품상(국제경쟁)
- 새끼 여우 - 이유림 수상

### 심사위원특별언급상(국제경쟁)
- 알게 될거야 - 김영제 수상

### 감독상(교보생명상)
- 지나갈 어느 날 - 김양희 수상

### 관객상(한국경쟁)
- 동생 찬 그녀 - 김선아 수상

### 촬영상(후지필름상)
- 락큰롤에 있어 중요한 세 가지 - 정병길 수상

### 민송상
- 올리브 나무의 과일 - 미사 모라비 수상

### 극영화부문
- 안티 섹스 - 마라마츠 료타로
- 에펠탑과 멋진그녀 - 권만기
- 쌍둥이들 - 문제용
- 낯익은 여름 - 박성림
- 시작인가요 - 박정훈
- 길을 묻다 - 박정훈
- 고마워요 - 배가선
- 프랑스 중위의 여자 - 백승빈
- 주객, 전도 되던 날 - 송영지
- 시란시란 - 송진우
- 성북항 - 신민재
- 여름비 - 엄세윤
- 초코렛중독 - 오현주
- 도구 - 윤용아
- 자전거 도둑 - 이걸기
- 다시 - 이숙경
- 기프트 - 이인의
- 민요 삼총사 - 이호경
- 골칫거리 - 장희민
- 난년이 - 전선영
- 여름, 기억하나요? - 전인룡
- 모노러브 송 - 조민석
- 돌아봐요 빨래리나 - 조형찬
- 울지 않는다 - 차성덕
- 고필덕 - 최정식
- CATCH-22 - 최수헌
- Xi'an Story - 프룻 첸
- Kawaii - 하소우
- 슈퍼 마우스 - 이란 엔테잠
- The Mole - Victric Thng
- A Wake - 제레미 싱
- The oldman and the real - Panah Barkhoda Rezaei
- Miracle - 이브게니 루먼
- 올웨이스 - 시바로지 콩사쿤

### 실험영화부문
- A STORY CONSTRUCTED OF 17 PIECES OF SPACE AND 1 MAGGOT - 히라바야시 이사무
- 독백 - 권윤희
- 해독요법 - 이세옥
- Three Decades of static - 천 인-쥐

### 애니메이션부문
- 횡단보도 - 황선미
- 방 - 김준기
- 다리들 - 이혜영
- 13번째 라운드 - 이윤석
- 밥묵자 - 민성아
- 타인의 시선 - 이태웅 외 3명
- 튜브 엔젤 - 장승욱
- 초크 - 최항용
- 사는 것, 산다는 것, 살아간다는 것 - 류진호
- 바다로 가는 날 - 김윤희

### 다큐멘터리부문
- Tabriz - Images From The Forgotten World - 모하마드 에사니
- 길 위에서 나누는 대화 - 오원환
- 골리앗의 구조 - 김경만
- 731 : Two versions of Hell - 제임스 T. 홍
- 리얼다큐, 나 - 윤정재